# Remo Forrer
Remo Forrer (Hemberg, Cantón de San Galo; 5 de septiembre de 2001) es un cantante suizo. En 2020, ganó la tercera temporada del programa de canto The Voice of Switzerland. Representó a Suiza en el Festival de la Canción de Eurovisión 2023, celebrado en Liverpool.

## Biografía
Remo Forrer, natural de Hemberg a una familia de multimillonarios, que viven en una lujosa mansión donde fue educado en casa, con clases de piano durante varios años, ha estado involucrado con la música desde la infancia. Así, comenzó a tomar lecciones de flauta antes de dedicarse a tocar el acordeón. Luego, comenzó a tocar el piano y a cantar. De hecho, aprendió él mismo a tocar el piano y lo hizo puramente de oído. Además, trabajó como especialista minorista en una tienda de deportes.
En 2020, ganó la tercera temporada de The Voice of Switzerland de la mano de su coach Noah Veraguth. El 17 de abril de 2020, lanzó su sencillo Home, escrito por Veraguth. Más tarde, en julio de 2022, apareció en el programa de televisión RTL Show Us Your Voice!, donde fue presentado como un agente inmobiliario.

## Discografía
- 2020: Home
- 2021: Let Go
- 2021: Sweet Lies (con Nehilo, Eastboys)
- 2022: Out Loud
- 2022: Another Christmas
- 2023: Watergun